# Антоніо Шембрі
Антоніо Шембрі (мальт. Antonio Schembri; квітень 1813, Валлетта — грудень 1872, Мальта) — мальтійський орнітолог.

## Біографія
Антоніо Шембрі народився у квітні 1813 року в Валетті. Він працював експедитором. Антоніо Шембрі підготував італійською мовою Каталог Ornitologico del Gruppo di Malta (1843), який є першим науковим контрольним списком птахів Мальти. Орнітолог опрацював відомості також по інших містах і систематизував отриману інформацію, а саме, Quadro Geografico Ornitologico Ossia Quadro Comparativo dell'Ornitologia di Malta, Sicilia, Roma, Toscana, Liguria, Nizza ela Provincia di Gard (також 1843). У Quadro Geografico він порівняв ареал та місця розмноження птахів Мальти, Сицилії, Риму, Тоскани тощо у табличному списку. Він також опублікував у Болоньї Vocabolario dei Sinonimi Classici dell'Ornitologia Europea (1846). Він був другом і кореспондентом Луїджі Бенуа та дописувачем (він також був ентомологом) Камілло Рундані з Dipterologiae Italicae.

## Досягнення
Антоніо Шембрі — автор Quadro Geografico Ornitologico Ossia Quadro Comparativo dell'Ornitologia di Malta, Sicilia, Roma, Toscana, Liguria, Nizza ela Provincia di Gard (також 1843). У Quadro Geografico він порівняв ареал та місця розмноження птахів Мальти, Сицилії, Риму, Тоскани тощо у табличному списку. У 1846 році опублікував також опублікував у Болоньї Vocabolario dei Sinonimi Classici dell'Ornitologia Europea (1846).